# ثوران بيليهي

ثوران بيليه: 1 غبار رماد، 2 أمطار رماد بركاني، 3 قبة لابية، 4 قنابل بركانية، 5 تدفق بركاني فتاتي، 6 طبقات من الحمم والرماد، 7 طبقة، 8 قناة صهارة، 9 حجرة الصهارة، 10 حاجز صخري

ثورات بيليه هي نوع من الثوران البركاني. ويمكن أن تحدث عند وجود الصهارة اللزجة، وهو أمر معتاد في النوع الريوليتي أو الأندسيتي، وتتشارك في بعض الخصائص مع الثورات البركانية. وأهم سمة يتميز بها ثوران بيليه هو وجود هيار ثلجي متوهج من الرماد البركاني الساخن، التدفق البركاني الفتاتي. ويشكل تكوّن القبب اللابية سمة مميزة أخرى. هذا بالإضافة إلى إمكانية ملاحظة تدفقات صغيرة من الرماد أو تكوّن مخاريط الخفان.
تتميز المراحل الأولى للثوران البركاني بتدفقات بركانية فتاتية. وتتسم رواسب تفرا بحجم ونطاق أقل من الثورات البلينية والبركانية. وبعد ذلك، تشكل الصهارة اللزجة قبة منحدرة الجوانب أو شوكة بركانية في مخرج البركان. وربما تنهار القبة لاحقًا؛ مما يتسبب في حدوث تدفقات من الرماد والكتل الساخنة. وعادةً ما تكتمل دورة الثوران في بضع سنوات، ولكن قد تستمر في بعض الحالات لعقود، مثلما يحدث في حالة بركان سانتياغيتو.
ويعد انفجار مونت بيليه في عام 1902 أول حالة موصوفة لثوران بيليه، ومنه استمدت اسمها.
تتضمن بعض الأمثلة الأخرى ما يلي:
- ثوران عام 1948-1951 في جبل هيبوك-هيبوك
- ثوران عام 1951 في جبل لامينغتون الذي ما زال يعد أكثر رصد تفصيلي من هذا النوع،
- ثوران عام 1956 في بيزيمياني
- ثوران عام 1968 في بركان مايون
- ثوران عام 1980 في جبل سانت هيلين